# Espaço liminar

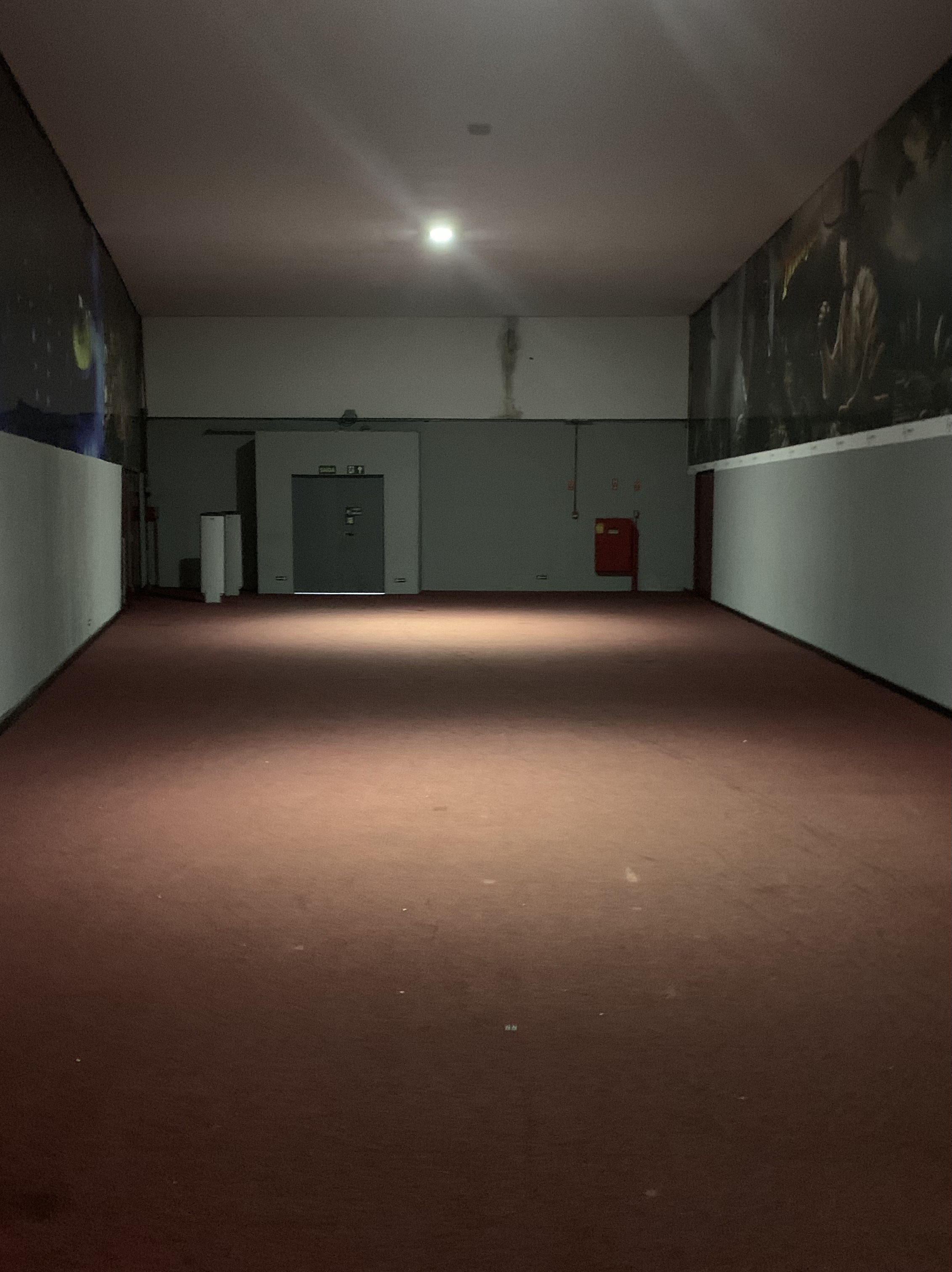
Um corredor de cinema vazio, um exemplo de espaço liminar.

Nas estéticas da Internet, espaços liminares são lugares vazios ou abandonados que parecem assustadores, desolados e, muitas vezes, surreais. Espaços liminares são comumente lugares de transição, pertencentes ao conceito de liminaridade.
Uma pesquisa do Journal of Environmental Psychology indicou que os espaços liminares podem parecer estranhos ou assustadores porque caem em um vale da estranheza de arquitetura e lugares físicos. Um artigo do Pulse: The Journal of Science and Culture atribuiu essa estranheza a lugares familiares que carecem de seu contexto normalmente observado. Um pilar dos espaços liminares é a ausência de seres vivos, particularmente outras pessoas, com a implicação de que o observador está sozinho; essa falta de presença é característica de espaços que são "liminares de forma temporal, que ocupam um espaço entre o uso e o desuso, o passado e o presente, em transição de uma identidade para outra".
A estética ganhou popularidade em 2019, depois que uma publicação no 4chan retratando um espaço liminar chamado "The Backrooms" tornou-se viral. Desde então, imagens de espaços liminares foram postadas na Internet, inclusive no Reddit, Twitter e TikTok.

## Características
Em termos gerais, o termo "espaço liminar" é usado para descrever um lugar ou estado de mudança ou transição; isso pode ser físico (por exemplo, uma porta) ou psicológico (por exemplo, o período da adolescência). As imagens do espaço liminar frequentemente retratam essa sensação de "intermediário", capturando lugares de transição (como escadas, estradas, corredores ou hotéis) perturbadoramente desprovidos de pessoas. A estética pode transmitir estados de espírito de estranheza, surrealismo, nostalgia ou tristeza e provocar respostas de conforto e desconforto.

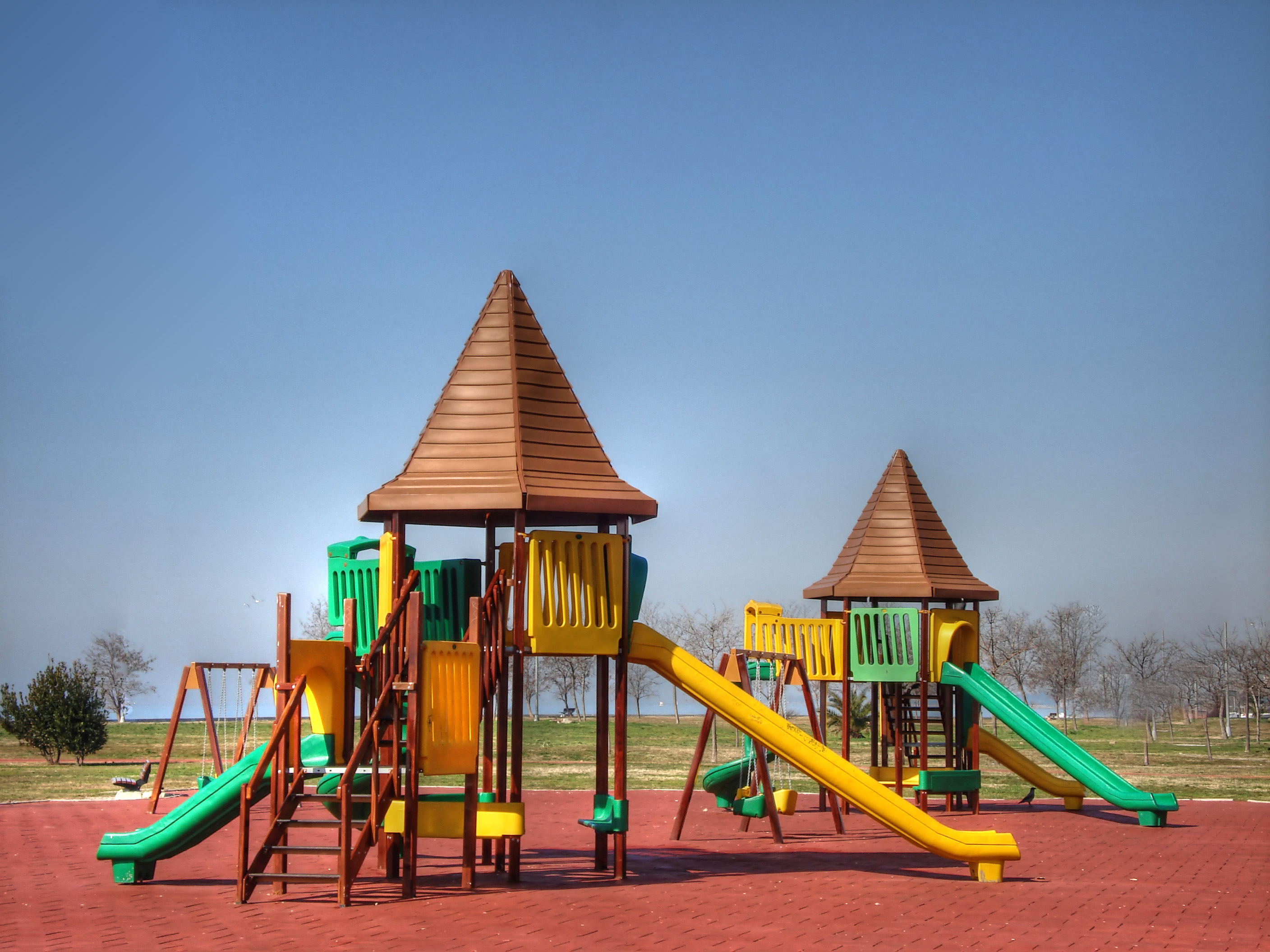
Esta imagem que retrata um parque infantil vazio pode causar desconforto por ser despojada do seu contexto esperado (isto é, a presença de crianças).

Pesquisas de Alexander Diel e Michael Lewis, da Universidade de Cardife, atribuíram a natureza inquietante dos espaços liminares ao fenômeno do vale da estranheza. O termo, geralmente aplicado a humanoides cuja semelhança imprecisa com humanos provoca sentimentos de desconforto, pode explicar respostas semelhantes a imagens liminares. Nesse caso, lugares físicos que parecem familiares, mas sutilmente se desviam da realidade, criam a sensação de estranheza típica dos espaços liminares.
Peter Heft, do Pulse: the Journal of Science and Culture, explora ainda mais essa sensação de estranheza. Baseando-se nos trabalhos de Mark Fisher, Heft explica que tal estranheza pode ser sentida quando um indivíduo visualiza uma situação em um contexto diferente do que espera. Por exemplo, uma escola, que se espera ser um amálgama movimentado de professores e alunos, torna-se inquietante quando retratada como anormalmente vazia. Essa "falta de presença" foi considerada por Fisher como uma das marcas registradas da experiência estética da estranheza.
Parte do apelo dos espaços liminares deve-se à coincidência do seu aumento de popularidade com a pandemia de COVID-19 e à nostalgia adjacente por um tempo anterior ao novo normal, "que tornou as pessoas mais conscientes dos espaços de transição e das emoções que evocam". O primeiro pico de popularidade das imagens de espaços liminares ocorreu em março de 2020, quando as quarentenas foram iniciadas.

## História

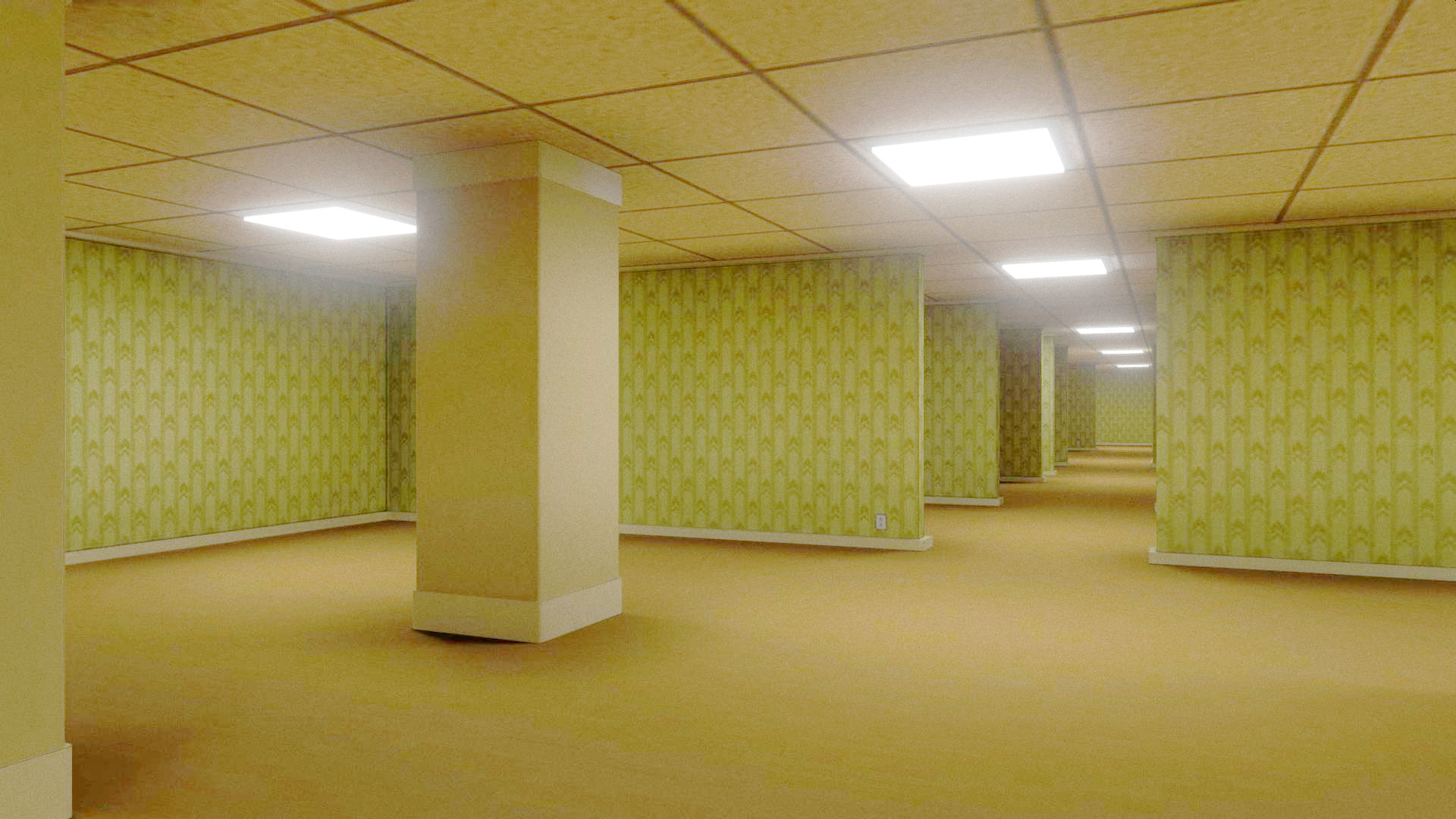
Uma representação típica dos "The Backrooms", renderizada digitalmente.

Imagens retratando espaços liminares ganharam popularidade em 2019, quando uma curta creepypasta de origem desconhecida foi postada no 4chan e se tornou viral. A creepypasta mostrou uma imagem exemplificando um espaço liminar — um corredor com tapetes e papel de parede amarelos — com uma legenda afirmando que, "aplicando-se noclipping na vida real", pode-se entrar nos "The Backrooms", um deserto vazio de corredores com nada além de "o fedor de carpete velho e úmido, a loucura do amarelo monocromático, o ruído de fundo infinito de luzes fluorescentes no zumbido máximo e aproximadamente seiscentos milhões de milhas quadradas de salas vazias segmentadas aleatoriamente para ficar preso". Os "The Backrooms" também foram retratados como habitados por entidades sobrenaturais.
Imagens de espaços liminares logo ganharam popularidade na Internet e, em novembro de 2022, um subreddit chamado r/LiminalSpace tinha mais de 500.000 membros, a postagem de fotos do espaço liminar @SpaceLiminalBot no Twitter acumulou mais de 1.2 milhão de seguidores e a hashtag #liminalspaces no TikTok teve mais de dois bilhões de visualizações.
Após a expansão do gênero, outras formas de mídia também se basearam em imagens liminares. Uma série de curtas-metragens com found footage ambientada nos "The Backrooms" acumulou mais de sessenta milhões de visualizações em seu primeiro episódio, e diversos projetos de filmes e jogos eletrônicos foram lançados ou anunciados para promover o uso dessa estética. Um longa-metragem ambientado nos "The Backrooms" pela A24 está em desenvolvimento, enquanto outro filme baseado no jogo The Exit 8 (2023) está previsto para ser produzido pela Toho e pelo diretor japonês Genki Kawamura.
O jogo The Stanley Parable (2013) também foi retroativamente notado por utilizar imagens liminares, particularmente o motivo visual recorrente de "mono-amarelo" também presente em The Shining, de Stanley Kubrick. Twin Peaks, de David Lynch, e a série Severance, da Apple TV+, também se baseiam em imagens liminares, com o criador desta última, Dan Erickson, citando especificamente os "The Backrooms" como uma influência visual.